# Guillaume de Machaut
Guillaume de Machaut đôi khi viết Machault (sinh khoảng 1300 - mất tháng 4 năm 1377) là một nhà thơ, nhà soạn nhạc Pháp thời Trung cổ. Ông sáng tác nhiều phong cách hình thức khác nhau, nổi bật với ars nova.

## Cuộc đời sự nghiệp
Guillaume de Machaut sinh khoảng năm 1300, ông sống xót sau cái chết đen. Khi ông mất đã để lại nhiều sự thương xót, tiếc nuối của các nhà soạn nhạc thế hệ sau như François Andrieu.
Các sáng tác của Guillaume de Machaut bao gồm khoảng 400 bài thơ. Trong đó có 235 ballade, 76 rondeau, 39 virelai, 24 lai và 7 chanson.
Khác với thánh ca tiếng Latinh của ông có tính chất tôn giáo và một số bài thơ gọi sự khủng khiếp của chiến tranh và bị giam cầm, phần lớn các bài thơ trữ tình Machaut thể hiện tình yêu phong nhã. Về mặt kỹ thuật, ông là một bật thầy về phức điệu. Sinh thời, ông được Công chúa người Bohemia, Jutta là người bảo trợ nghệ thuật vì Bonne rất thích phong cách sáng tác, cũng như các tác phẩm của ông, tuy nhiên công chúa đã không sống được lâu để thấy được những tác phẩm cuối cùng của ông. Bonne qua đời năm 1349 do cái chết đen, cùng năm với Nữ vương Navarra Juana II.

## Danh mục tác phẩm
- Le remède de fortune
- Jugement du roy de Behainge
- Dit du Lyon
- Dit de l'Alérion aka Dit des quatre oiseaux
- Jugement du roy de Navarre
- Confort d'ami
- Dit de la fontaine amoureuse aka Livre de Morpheus
- Le voir dit
- Prologue
- Prise d'Alexandrie